# عبدالرحمن نگاری سمبیلان
توانکو عبدالرحمان ابن المرحوم توانکو محمد (به جاوی: توانكو عبدالرحمن ابن المرحوم توانكو محمد) (زاده ۲۴ اوت ۱۸۹۵ – درگذشته ۱ آوریل ۱۹۶۰) اولین یانگ دی پرتوان آگونگ فدراسیون مالایا، هشتمین یانگ دی‌پرتوان بسار سری منانتی و دومین یانگ دی‌پرتوان بسار نگاری سمبیلان مدرن بود.

## اوان زندگی

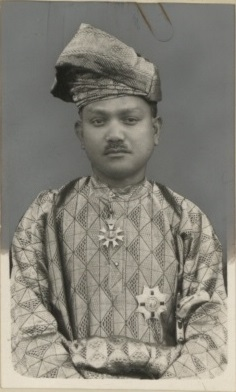
توانکو عبدالرحمن در سال ۱۹۳۷.

وی در ۲۴ اوت ۱۸۹۵ در سری منانتی متولد شد، او پسر دوم تونکو محمد، اولین یانگ دی پرتوان نگاری سمبیلان مدرن از همسر دومش بود.
وی تحصیلات ابتدایی خود را در مدرسه جمپول مالای فرا گرفت و بین سالهای ۱۹۰۷ و ۱۹۱۴ به مالای کالج رفت. وی قبل از انتصاب به عنوان دستیار مالیاتی در سرمبان به مدت یک سال در دبیرخانه فدرال کوالالامپور کار کرد. او همچنین به عنوان ستوان دوم در پیاده‌نظام داوطلب مالایی خدمت کرد و در سال ۱۹۱۸ به درجه ستوانی رسید.
با مرگ برادر بزرگتر خود، توانکو عبدالعزیز، در سال ۱۹۱۷ او به عنوان وارث تاج و تخت انتخاب شد.
او همچنین مدتی به عنوان مأمور جمع‌آوری درآمد زمین ها در کلانگ و اولو سلانگور کار می‌کرد. همچنین در ۱۹۲۵ وی برای مدت کوتاهی در دادگاه عالی کوالالامپور خدمت کرد.
در سال ۱۹۲۵، وی در سفر به انگلستان و دیدار با اعلیحضرت پادشاه جورج پنجم، پدرش را که در آن زمان حاکم نگری سمبیلان بود، همراهی کرد. در طول سفر به انگلستان، او تصمیم گرفت که در رشته حقوق تحصیل کند. وی با تأیید پدرش توانکو محمد، تا زمان اتمام تحصیلات و دریافت مدرک حقوق در انگلستان اقامت گزید.
پس از بازگشت به مالایا در دسامبر ۱۹۲۸، وی در خدمات ملکی مالایا، در مناطق مختلف کشور، خدمت کرد. چند سال اول، او سخت کار کرد تا اینکه قاضی شد و پس از آن، او به عنوان بخشدار منصوب شد.

## انتخاب به عنوان حاکم نگاری سمبیلان

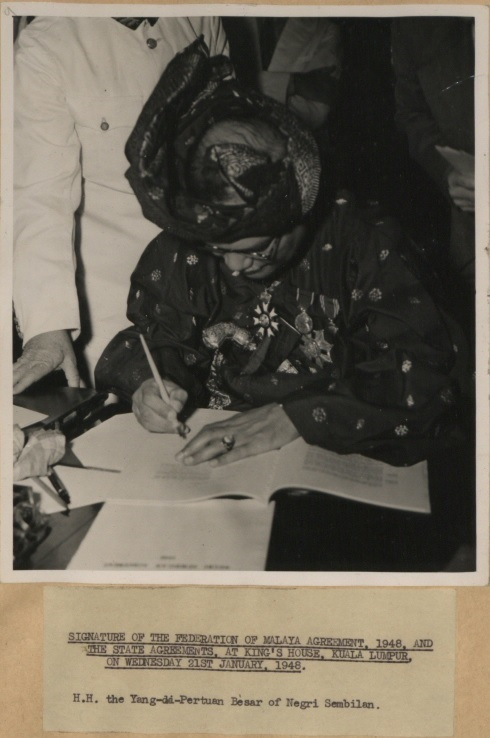
امضای توافق‌نامه فدراسیون مالایا، کوالالامپور، ۲۱ ژانویه ۱۹۴۸.

در سال ۱۹۳۳، به دنبال مرگ پدر، وی جانشین وی شد و بر تخت سلطنت نگری سمبیلان نشست. او تنها حاکم وکیل مالایا در آن زمان بود.
پس از سلطنت، وی اعتراف کرد که او در زمان اشغال نظامی مالایا (۱۹۴۲–۱۹۴۵) به نفع ژاپنی‌ها سخنرانی کرده‌است، اما ذکر کرد که این کار با اجبار انجام شده بود.

## انتخاب به عنوان پادشاه
توانکو عبدالرحمن در ۳۱ اوت ۱۹۵۷ برای یک دوره پنج ساله با هشت رأی موافق برای مقام یانگ دی پرتوان آگونگ یا حاکم مالایا انتخاب شد. او با غلبه بر سلطان ابوبکر پاهنگ پیروز میدان شد.
وی قبل از انتخاب به عنوان اولین یانگ دی پرتوان آگونگ، ۲۴ سال حاکم نگاری سمبیلان بود.

## انتصاب
تونکو عبدالرحمن در ۲ سپتامبر ۱۹۵۷ به عنوان اولین یانگ دی‌پرتوان آگونگ مالایای مستقل بر تخت سلطنت نشست.
از آنجا که فرمانروایان مالایی به‌طور سنتی تاج ندارند، وی با بوسیدن خنجر پادشاهی بر کرسی پادشاهی نشست. سنتی که از آن زمان هر یانگ دی پرتوان آگونگ آن را دنبال می‌کند.
به افتخار تونکو عبدالرحمان، همه یانگ دی پرتوان آگونگ‌های بعدی مالزی نیز از تنگ کولوک‌های سنتی مشابه آنچه عبدالرحمن می‌پوشید، استفاده می‌کنند.

## مرگ و تشییع جنازه
سحرگاه ۱ آوریل ۱۹۶۰، تونکو عبدالرحمن در هنگام خواب در کوالالامپور درگذشت. مراسم تشییع وی دی ایستانا نگارا برگزار شد. در تاریخ ۲ آوریل ۱۹۶۰، مراسم تشییع رسمی در کوالالامپور به عمل آمد، پس از آن تابوت عبدالرحمن را با قطار به سرمبان بردند و او را در ۵ آوریل ۱۹۶۰ در آرامگاه سلطنتی سری منانتی نگاری سمبیلان به خاک سپردند.

## میراث
پرتره تونکو عبدالرحمن از سال ۱۹۶۷ و با انتشار اولین سری از اسکناس‌های رینگیت مالزی تاکنون بر روی آن قرار دارد.

## اعتقاد به دموکراسی
تونکو عبدالرحمن اعتقاد شدیدی به دموکراسی پارلمانی داشت. زمانی که شخصی خارجی در سال ۱۹۵۹ از نخست‌وزیری دموکراتیک الحاج عبدالرحمن شکایت کرد و خواستار این بود که پادشاه او را برکنار کند، او پاسخ داد: "افسوس که من نمی‌توانم او را اخراج کنم؛ او توسط مردم انتخاب می‌شود و به عنوان نخست وزیر کشور می‌تواند مرا اخراج کند!"

## زندگی شخصی

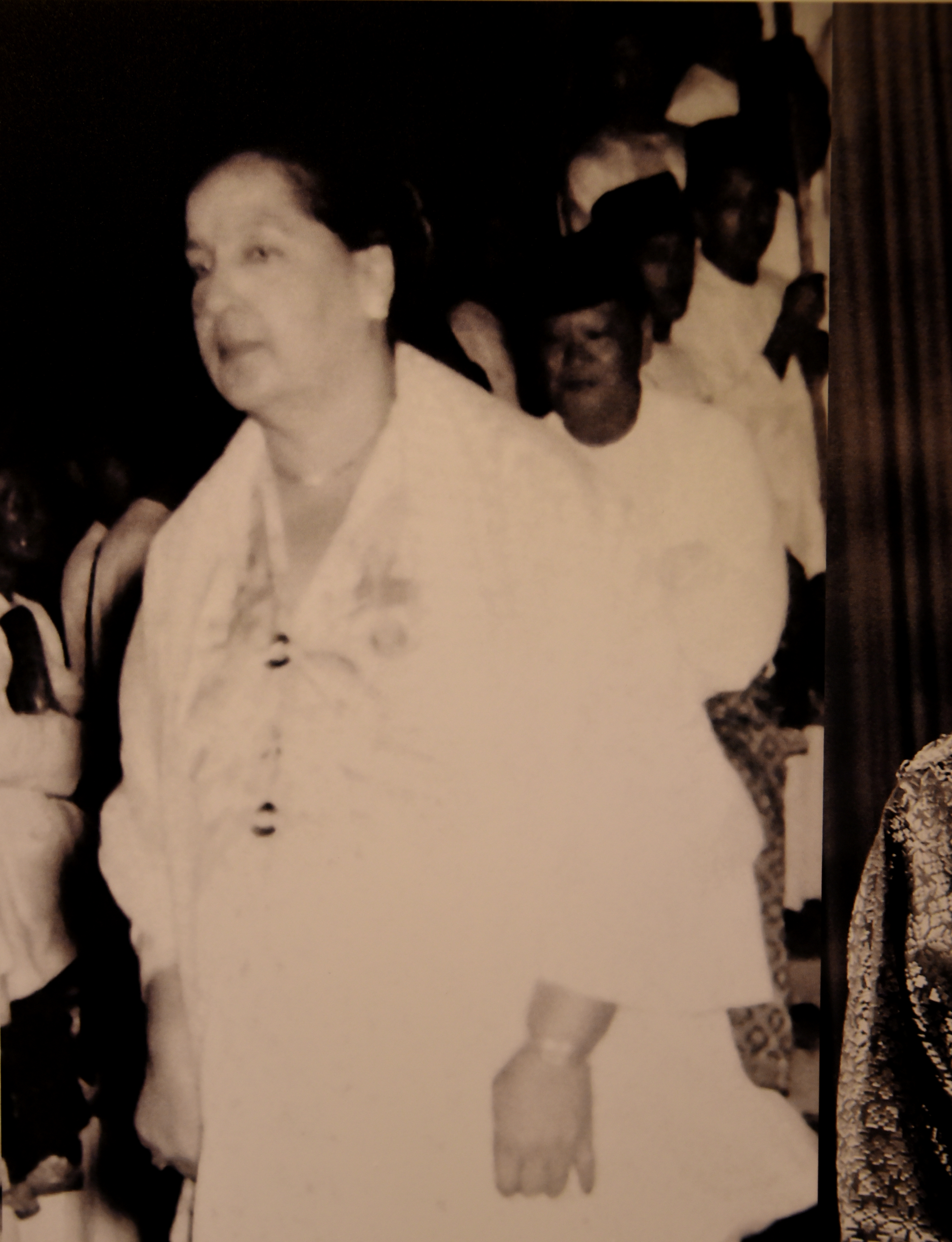
میمونه بنت عبدالله، همسر عبدالرحمن و مادر تونکو جعفر

1. عبدالرحمن چهار بار ازدواج کرد و سه پسر و پنج دختر داشت و دو نفر از فرزندان وی به عنوان سلطان نگاری سمبیلان جانشین وی شدند:
2. تونکو منور که از ۱۹۶۰ تا ۱۹۶۷ سلطنت کرد
3. تونکو جعفر که در ۱۹۶۷ جانشین برادرش شد و تا ۲۷ دسامبر ۲۰۰۸ سلطنت کرد

نوه او هم‌اکنون حاکم نگاری سمبیلان است.

## سرگرمی‌ها و علایق
توانکو عبدالرحمن علاقه شدیدی به ورزش‌هایی مانند کریکت، فوتبال و تنیس داشت. با این حال ورزش مورد علاقه او بوکس بود. در واقع، هنگامی که او جوان بود، با پسرانش نیز بوکس کار می‌کرد.

## افتخارات و نشان‌ها

### افتخارات

#### افتخارات مالایی
- فدراسیون مالایا:
  - عالی‌ترین نشان پادشاهی (۱۹۵۸)

#### افتخارات بریتانیایی
- بریتانیا:
  -  صلیب شوالیه بزرگ (۱۹۵۷)
  -  شوالیه فرمانده (۱۹۳۴)
  - مدال نقره جورج پنجم (۱۹۳۵)
  -  مدال تاجگذاری جرج ششم (۱۹۳۷)
  -  مدال تاجگذاری ملکه الیزابت دوم (۱۹۵۳)

#### نشان‌های برونئیایی
- برونئی
  -  نشان سلطنتی برونئی (۱۹۵۹)

### نامگذاری بر مکان‌ها
چندین مکان به نام وی نامگذاری شده‌اند، از جمله:
- جاده تونکو عبدالرحمن، جاده ای در کوالالامپور
- مدرسه تونکو عبدالرحمن، یک مدرسه پسرانه در ایپوه، پراک
- مسجد تونکو عبدالرحمن در سریکی، ساراواک
- ورزشگاه تونکو عبدالرحمن در پائوی، نگاری سمبیلان
- مدرسه تونکو عبدالرحمن، یک مدرسه ابتدایی در گمس، نگاری سمبیلان
- مدرسه تونکو عبدالرحمن، یک مدرسه متوسطه در گمس، نگاری سمبیلان
- مدرسه تونکو عبدالرحمن، یک مدرسه متوسطه در نیبونگ تبال، پنانگ
- مدرسه تونکو عبدالرحمن، یک مدرسه متوسطه در راوانگ، سلانگور
- کالج تونکو عبدالرحمن، یک کالج مسکونی در دانشگاه مالایا، کوالالامپور